# Primeiro Livro de Enoque

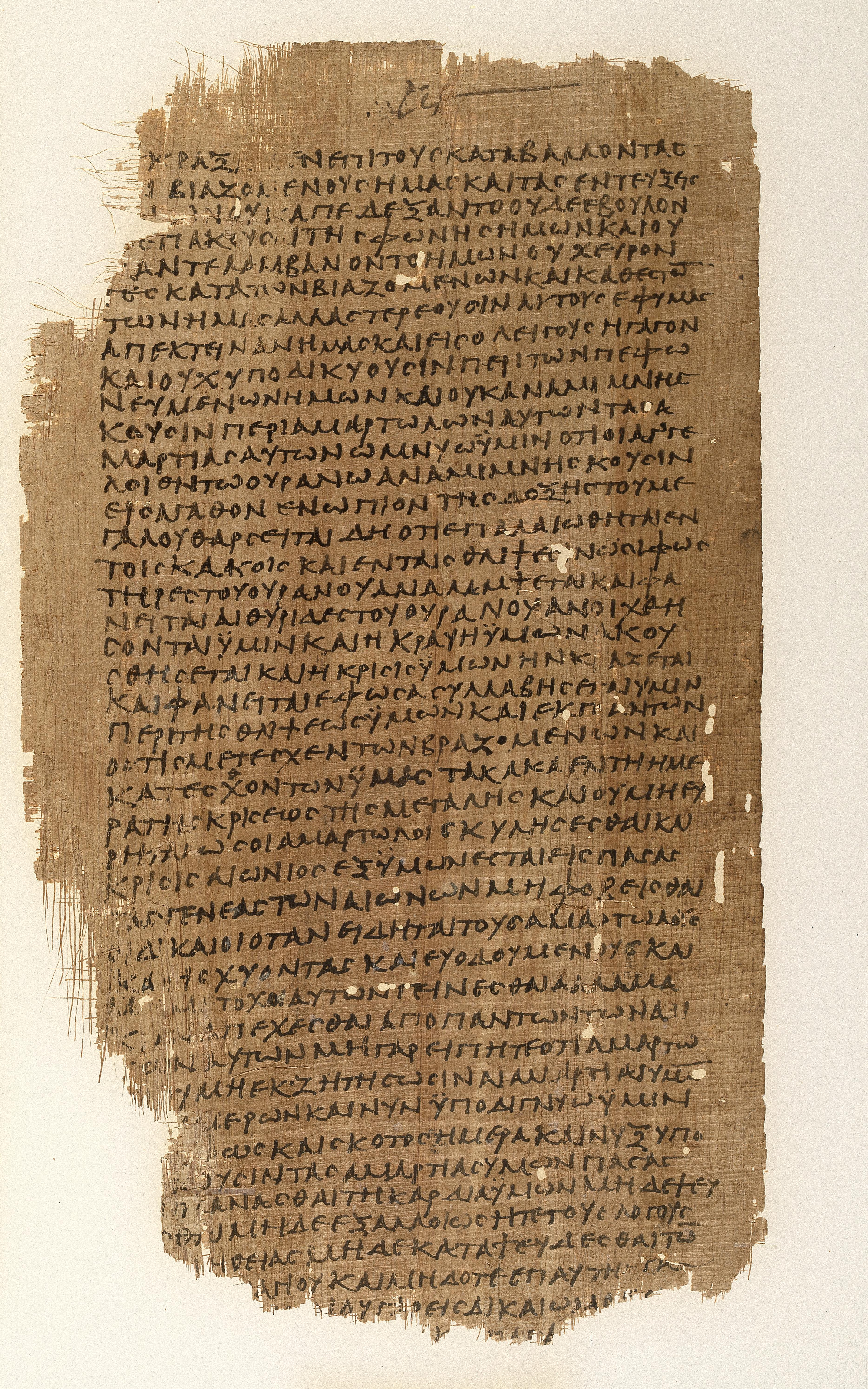
Manuscrito egípcio datado do século IV d.C. mostrando partes do Primeiro Livro de Enoque em grego. O papiro em questão faz parte da coleção de Papiros Chester Beatty e se encontra na Biblioteca Ann Arbor da Universidade de Michigan.

O Primeiro Livro de Enoque (também chamado de Enoque Etíope ou simplesmente 1 Enoque; em ge'ez: መጽሐፈ ሄኖክ, mätṣḥäfä henok), é um livro pseudoepígrafo atribuído a Enoque, ancestral de Noé, contendo literatura apocalíptica judaica.
Bem conhecido pela sua versão em etíope, o livro teve porções preservadas em grego koiné, latim, siríaco e copta e teve suas últimas citações antes da era moderna perto do séc. IX, em grego bizantino. As porções mais antigas do livro foram encontradas entre os Manuscritos do Mar Morto em Qumram, indicando que o livro é uma compilação de textos em aramaico escritos entre o séc. III a.C. e o séc. I. d.C.
Tendo sido um dos vários livros apocalípticos escritos no período do Segundo Templo, o Primeiro Livro de Enoque nunca foi candidato à canonicidade entre o judaísmo rabínico, sendo guardado principalmente por escolas esotéricas judaicas e, posteriormente, usado como principal fonte folclórica para a história da queda dos anjos. As cópias catalogadas de Qumram fazem parte da herança deixada pela misteriosa comunidade que habitou essa região próxima do Mar Morto, em Ein Gedi. Em seus últimos dias esta comunidade começou a perder o interesse na literatura enoquiana, o que explica a aparição de seus fragmentos em poucas das várias cavernas usadas para a guarda dos livros, bem como a ausência de divisões inteiras de seu conteúdo (sua segunda divisão só existe na versão etíope, por exemplo).
Devido ao grande número de alusões e citações na antiguidade, bem como pelo estudo realizado em cima do que o livro refletia para seus autores e leitores originais, muitos estudiosos da literatura pseudoepígrafa consideram este como o mais importante escrito judaico de seu tipo.

## Composição
Segundo Nickelsburg e Vanderkam a composição dos primeiros capítulos aconteceu a partir do terceiro século antes de Cristo.
A 3 inclui materiais retirados dos cinco livros de Moisés. R.H. Charles cita o seguinte exemplo:
Deuteronômio 33:2 Disse pois: O SENHOR veio de Sinai, e lhes subiu de Seir; resplandeceu desde o monte Parä, e veio com dez milhares de santos; à sua direita havia para eles o fogo da lei.
1 Enoque 1:9 Eis que é vindo o Senhor com milhares de seus santos; para fazer juízo contra todos e condenar dentre eles todos os ímpios, por todas as suas obras de impiedade, que impiamente cometeram, e por todas as duras palavras que ímpios pecadores disseram contra ele.

## Datação dos manuscritos
A datação paleográfica datou estes documentos de Qumram entre 200 a.C. e o fim do primeiro século da era cristã.

## Conteúdo da versão aramaica de Qumram
Existem muitos excertos aleatórios no livro que estão descontextualizados ou simplesmente não fazem sentido. Fazendo uma breve referencia ao conteúdo dos excertos que fazem sentido no livro, estes resumem-se da seguinte forma:
- 4Q201 – Enumera os nomes em aramaico dos vinte chefes dos anjos caídos;

- 4Q204 – Relata o milagroso nascimento de Noé cujo paralelismo é notório com o de Gênesis Apócrifo e os fragmentos do Livro de Noé;

- 4Q206 – Este é o mais divergente com a versão etíope;

- 4Q209 – Chamado Livro Astronômico, é consideravelmente mais longo que a versão etíope.

Conteúdo da versão etíope (versão copta).
- 1–36 O Livro dos Vigilantes (ou Sentinelas, ou ainda, Observadores)

- 37–71 O Livro de Parábolas (também chamado: O Similitudes de Enoque)

- 72–82 O Livro Astronômico

- 83–90 O Livro dos Sonhos

- 91–108 A Epístola de Enoque

## Comparação das versões
Existem diferenças notórias, embora parciais, na estrutura das versões do Primeiro livro de Enoque. A parte astronômica é muito mais desenvolvida na versão etíope que na versão de Qumram. Por outro lado a secção do Livro das Parábolas dá mais ênfase a sua especulação a respeito do Filho do Homem na versão do Qumram do que na versão etíope. Existem outras inúmeras divergências estilísticas, colocadas provavelmente pelos diferentes tradutores que trabalharam as obras na altura.

## Canonicidade do livro
Como livro editado entre os séculos I e II a.C., O Primeiro livro de Enoque não foi considerado inspirado em nenhum cânone judaico ou cristão do Antigo Testamento (AT), não constando no cânon da Bíblia judaica, na versão grega do AT (Septuaginta), e nem entre os livros deuterocanônicos. Mesmo assim, Francisco (2003) confirma que uma das mais antigas bíblias coptas, a Bíblia Etíope, admite o Primeiro livro de Enoque.
Entre os escritos judaicos da época do Segundo Templo até o fim do período rabínico do século I d.C. não são feitas menções ou citações do livro, mesmo que existam reflexos de literatura relacionada a queda de anjos e gigantes do passado, o que é um tema comum na literatura bíblica (Gn 6:2-4, Nm 13:33, 2 Sm 21:15-22). Autores desse período que são considerados importantes como Flávio Josefo (37 – 100 d.C.) e o rabino Aquiba (40 -135 d. C.) mostram que utilizavam o atual cânon da Bíblia Hebraica em disposições diferentes, e, mesmo escritos apócrifos como o livro de II Esdras mostram concordar com este catálogo de livros, chamado também de cânon farisaico. Nota-se também que os mesmos conheciam outros escritos atribuídos a personagens importantes da Escritura hebraica, mas que os consideravam respectivamente como escritos pseudoepígrafos insolentes, que levavam pessoas a serem excluídas do mundo vindouro e ainda, ocultos para as pessoas, mesmo possuindo bom uso.
A comunidade de Quram, existente entre aproximadamente 408 a.C. e 318 d.C., possuía uma vasta biblioteca de escritos bíblicos, deuterocanônicos e extrabíblicos, possuindo também cópias do Primeiro livro de Enoque. É discutido se os livros dessa comunidade de judeus formavam ou não um cânon fechado. O grupo judaico dos essênios, uma comunidade paralela à de Quram, ou mesmo com integrantes na mesma, faziam, segundo Josefo, o uso dos “livros sagrados” o que parece indicar que, mesmo que outros livros pudessem existir, a relação de livros inspirados dos essênios era o mesmo cânon dos fariseus e saduceus.
Mesmo que nas escrituras hebraicas não haja reflexos do Primeiro livro de Enoque, possíveis alusões podem ser encontradas no Novo Testamento (NT), entretanto, nenhuma é tão evidente como na Epístola de Judas (v. 6, 14). Dom Estêvão Bettencourt julgou que "a epístola canônica de S. Judas 14 o cita, mas nem por isto o tem como livro inspirado". Uma maneira possível de se realizar a leitura deste versículo é da seguinte forma:
- "Enoque, o sétimo depois de Adão" como citação de 1 En 60.8;
- "Eis que é vindo o Senhor com milhares de seus santos.." como citação de 1 En 1:9 (Dt 33:2, ver Composição);
- Atipicamente, "E destes (genitivo) profetizou também Enoque" (Almeida) é "E a estes (dativo) profetizou também Enoque" em grego.

Pode-se também comentar uma certa semelhança entre a descrição da "morada dos mortos", apresentada 1 En 22, com a parábola do homem rico e Lázaro, contada por Jesus em Lucas 16:19-31. No entanto, enquanto a descrição do livro de Lucas traz uma separação entre o "seio de Abraão" (onde estão as almas dos justos) e o inferno (onde se encontram as almas dos ímpios), a descrição do Primeiro livro de Enoque sobre a morada dos mortos traz quatro cavernas criadas para abrigar as almas daqueles que morreram, havendo uma caverna dedicada as almas dos justos (onde jorra um fonte de águas límpidas), e três cavernas separadas a três grupos de ímpios: pecadores que não sofreram sentenças em vida; queixosos que reivindicam justiça por ter morrido nos dias dos pecadores; e homens que não foram justos, mas pecadores e cúmplices dos perversos.
Mesmo que alusões ao Primeiro livro de Enoque como a descrita acima sejam possíveis no Novo Testamento, as evidências internas do mesmo sugerem que Jesus e seus apóstolos tomavam o conjunto de livros da Bíblia Hebraica como inspirados por Deus. No Evangelho Segundo Mateus, por exemplo, Jesus diz que o ensino dos fariseus é correto, mesmo que suas ações sejam reprováveis (23:1-3). O NT mostra também que, enquanto evangelizava gentios, Paulo escrevia e pregava utilizando como recurso transcultural citações de poetas pagãos, mesmo que não considerasse estas passagens como inspiradas, exemplos se encontram em: At 17:28, 1 Co 15:33 e Ti 1:12.
A primeira parte do Primeiro livro de Enoque, a saber, o Livro dos Vigilantes, parece ter sido bem aludida por alguns pais da Igreja dos primeiros três séculos, principalmente os relacionados à tradição alexandrina como Atenágoras de Atenas, Clemente de Alexandria e Orígenes, assim como o próprio Pseudo-Barnabé (epístola 4:3, 16:5), havendo estes três últimos citado nominalmente o livro. Tertuliano de Cartago (c. 160-202), mesmo creditando o livro a Enoque, afirmava que o mesmo não era considerado como Escritura pelos judeus. Outros pais que também fazem possíveis alusões ao livro são Taciano e Irineu.
Justino Mártir (c. 100-165), em suas duas Apologias (I, 5:2; II, 5:2-5) faz alusão à coabitação entre anjos e mulheres para introduzir os deuses das nações como demônios, o que faz com alusão ao Livro dos Vigilantes. No entanto, ao tratar da rebeldia dos anjos no Diálogo Com Trifão (79:1-4), algo que Trifão discorda ter existido, Justino diz que “respeitando as Escrituras”, a rebeldia dos anjos é evidenciada em Isaias, Zacarias, Jó, Êxodo e nos Salmos de Davi, não fazendo alusão alguma ao Primeiro livro de Enoque. Júlio Africano (c. 170-251), foi um dos primeiros cristãos a citar o Primeiro livro de Enoque como apócrifo, assim também, sua interpretação sobre os “filhos de Deus” de Gênesis 6 é de que se trata dos descendentes de Sete.
Orígenes (c. 185-253), citando o Primeiro livro de Enoque, deixa claro que, mesmo que o livro fosse conhecido em algumas comunidades, não possuía caráter inspirado e nem constava em nenhum cânon. Seus comentários sobre este tópico podem ser encontrados em seu tratado "Sobre os Princípios" (Livro I, cap. 3:3), no qual após citar o mesmo fala sobre como não é possível encontrar nas "Sagradas Escrituras" nada do que foi citado e, também, em seu tratado "Contra Celso" (Livro V, cap. 54), onde o alexandrino diz que o Primeiro livro de Enoque "em geral não é considerado divino nas igrejas".
São Jerônimo (c. 347-420) , ao realizar a tradução da Bíblia Hebraica ao Latim, chamada popularmente de Vulgata, realizou a cópia do Velho Testamento considerando o cânone judaico, contudo, a discussão sobre a inspiração e inserção do Primeiro livro de Enoque como parte das Escrituras já havia sido desconsiderada tanto por judeus como por cristãos como afirma Santo Agostinho (354-420) na Cidade de Deus. O argumento do Bispo de Hipona sobre essa mútua exclusão é de que, além da autoria duvidosa, o livro apresenta diversos conceitos que vão contra as obras inspiradas do Cânon Bíblico, e que, assim como outras obras foram citadas nas Escrituras sem possuírem caráter inspirado, como diversos exemplos nomeados nos livros dos Reis (p. ex. I Re 14:19; I Cr 29:29; II Cr 9:29), também o Primeiro livro de Enoque figurou em escritos como a Epístola de Judas.
Conforme a autora mística Elizabeth Clare Prophet (2002), foi o rabino Simeon ben Yohai (c. 100-160) quem colocou os judeus contra o Primeiro livro de Enoque, permitindo a Santo Agostinho observar que a obra deixou de fazer parte das Escrituras aprovadas pelos judeus. No entanto, é possível ver que durante toda a formação do cânone judaico-cristão o mesmo foi deixado de fora pela maioria dos rabinos e pais da igreja.